# بامبي وودز
بامبي وودز (بالإنجليزية: Bambi Woods)‏ من مواليد 12 يوليو 1955 هي ممثلة إباحية أمريكية سابقة وراقصة. اشتهرت بظهورها في فيلم ديبي تعاشر دالاس عام 1978.

## روابط خارجية
- بامبي وودز على موقع IMDb (الإنجليزية)
- بامبي وودز على موقع قاعدة بيانات الفيلم (الإنجليزية)
- بامبي وودز على موقع كينوبويسك (الروسية)